# Насос пластинчастий

Принцип роботи роторно-пластинчастого насоса одинарної дії

Насос пластинчастий (англ. vane pump, guided vane pump, нім. Flügelzellenpumpe f, Zellenpumpe f, Drehschieberpumpe f — різновид шиберного насоса, шибери якого виконано у формі пластин.
Розрізняють насоси одноразової та багаторазової дії, одинарні та подвоєні. Насоси одноразової дії можуть бути із сталою та мінливою подачею, регулювання якої здійснюється шляхом зміни ексцентриситету. Ротор та підшипники насоса одноразової дії зазнають однобічної сили тиску, що зменшує їх довговічність. У насосах дворазової дії, завдяки наявності двох протилежно розташованих порожнин, ротор розвантажено від сил тиску, а підвід рідини до камер та відвід з них здійснюють через торцеві вікна статора, проте такі насоси не регулюються.
Основні параметри:
- Робочий об'єм від 5 до 350 см3.
- Робочий тиск до 140 бар.
- Діапазон частот обертання 1000…1500 хв−1

Пластинчасті насоси з продуктивністю від 5 до 200 л/хв та тиском від 6,3 до 12,5 МПа широко застосовують у гідроприводах прохідницьких комбайнів та свердлувальних машинах.